# Dalzell (Illinois)
Dalzell – wieś w USA, w stanie Illinois, w hrabstwie Bureau. Według spisu z 2000 wioskę zamieszkuje 717 osób. W 2023 liczba mieszkańców spadła do 648 osób, a gęstość zaludnienia poniżej 197 osób/km².

## Geografia
Wioska zajmuje powierzchnię 3,3 km², z czego 3,27 km² stanowi ląd, 0,03 km² (0,78%) stanowi woda.

## Demografia
Według spisu z 2000 roku wioskę zamieszkuje 717 osób skupionych w 278 gospodarstwach domowych, tworzących 209 rodzin. Gęstość zaludnienia wynosi 218 osoby/km². W wiosce znajdują się 289 budynki mieszkalne, a ich gęstość występowania wynosi 87,9 mieszkania/km². Wioskę zamieszkuje 99,44% ludności białej, 0,14% stanowią Afroamerykanie, 0,42% ludności wywodzącej się z dwóch lub więcej ras. Hiszpanie lub Latynosi stanowią 1,26% populacji.
W wiosce są 278 gospodarstwa domowe, w których 32,7% stanowią dzieci poniżej 18 roku życia żyjących z rodzicami, 65,1% stanowią małżeństwa, 6,1% stanowią kobiety nie posiadające męża oraz 24,8% stanowią osoby samotne. 22,3% wszystkich gospodarstw domowych składa się z jednej osoby oraz 10,4% żyjących samotnie ma powyżej 65 roku życia. Średnia wielkość gospodarstwa domowego wynosi 2,58 osoby, natomiast rodziny 3,01 osoby.
Przedział wiekowy kształtuje się następująco: 26,1% stanowią osoby poniżej 18 roku życia, 5,9% stanowią osoby pomiędzy 18 a 24 rokiem życia, 28,7% stanowią osoby pomiędzy 25 a 44 rokiem życia, 25,8% stanowią osoby pomiędzy 45 a 64 rokiem życia oraz 13,5% stanowią osoby powyżej 65 roku życia. Średni wiek wynosi 38 lat. Na każde 100 kobiet przypada 94,3 mężczyzn. Na każde 100 kobiet powyżej 18 roku życia przypada 94,9 mężczyzn.
Średni dochód dla gospodarstwa domowego wynosi 49 808 dolarów, a dla rodziny wynosi 56 375 dolarów. Dochody mężczyzn wynoszą średnio 39 531 dolarów, a kobiet 22 050 dolarów. Średni dochód na osobę w mieście wynosi 20 215 dolarów. Około 1% rodzin i 3,5% populacji miasta żyje poniżej minimum socjalnego, z czego 3,5% jest poniżej 18 roku życia i 0,9% powyżej 65 roku życia.